# 3月23日 (旧暦)
旧暦3月23日は旧暦3月の23日目である。六曜は先勝である。

## できごと
- 暦仁元年（ユリウス暦1238年5月8日） - 僧・浄光が鎌倉高徳寺の大仏（鎌倉大仏）の建立を開始
- 寛元4年（ユリウス暦1246年4月10日） - 鎌倉幕府執権・北条経時が重病の為、弟の時頼が5代執権に就任
- 寛永10年（グレゴリオ暦1633年5月1日） - 将軍・徳川家光が、松平信綱ら側近6人に小事は協議して裁決するように指示。若年寄の母体に
- 安政元年（グレゴリオ暦1854年4月20日） - ロシア使節プチャーチンが前年に続いて再び長崎に来航

## 誕生日
- 天保12年（グレゴリオ暦1841年5月13日） - 福地桜痴（福地源一郎）、ジャーナリスト・劇作家（+ 1906年）

## 記念日・年中行事
- 媽祖誕。天后誕とも呼ばれ、海・漁師を守る女神媽祖（天上聖母、天后）の誕生日。媽祖は宋代福建省生まれの女性で、天候などの予知能力があったといわれ、福建・台湾・広東・香港・澳門などの地域にある媽祖廟・天后廟で盛大な祭りが行われる。